# SN 1006
SN 1006 szupernóva az emberiség írott történelmének legfényesebb csillagközi eseménye volt. 1006 tavaszán jegyezték fel észlelését a Föld több pontján. A leírások szerint legalább hónapokig volt látható a jelenség.

## Észlelése
A körülbelül 7200 fényévre található SN 1006 szupernóvát először 1006. április 30. és május 1. között észlelték a Föld több pontján, pozíciójánál fogva főleg a délre eső országokban. A jelenség a Farkas csillagképben jelent meg.
Kínai csillagászok feljegyzése szerint három éven át volt látható. Politikai tényezővé vált a birodalomban, mert kezdetben félelmet keltett, de a császár rendelet alapján sárga fényű „chou-po” típusú jelenségnek nyilvánították, ami már jó ómennek számított.
A Kairóban élő egyiptomi orvos Ali ibn Ridvántól származik a legrészletesebb leírás. Feljegyzése szerint közel háromszor nagyobbnak látszott az égbolton a „vendég csillag”, mint a Vénusz. A fényessége pedig legalább a telihold harmadával ért fel. Ridván azt is felismerte, hogy nem üstökös, amit lát. Megjegyzést tett róla, hogy a jelenség éhínség, dögvész és halál eljövetelét jelentheti.
Európában a bencés szerzetesek leírásában pedig alacsonyan a déli horizonton jelent meg és meghatározásuk szerint 3 és fél hónapig volt látható. Feljegyzések maradtak fent még Japánból, akik kék-fehér színűnek írták le, valamint Irakból, Olaszországból és Svájcból (Heppidannus) is. Ez utóbbi az egyik legészakibb területről származó feljegyzés (47.5 szélességi kör).
A fényereje olyan nagy volt, hogy éjszaka olvasni lehetett a fényénél és árnyékot vetett. Egyes leírások szerint még napközben is látható volt. Egy Észak-Amerikában talált sziklarajz feltételezhetően a SN 1006 szupernóvát ábrázolja.
Ma már műszerekkel is alig észlelhető, ami a szupernóvából megmaradt. 1957-ben Walter Baade megkísérelte a maradványait megtalálni, de nem járt sikerrel, mert a kaliforniai megfigyelőpont, amit használt, nem volt elég délen az optimális észleléshez. A modern csillagászat csupán 1965-ben tudta újra azonosítani, amikor Doug Milne és Frank Gardner az ausztráliai Parkes obszervatórium rádiótávcsövével megtalálták az SN 1006 maradványát.

## Teóriák
A barcelonai egyetem kutatásai szerint a SN 1006 szupernóva feltételezhetően két hasonló tömegű fehér törpe összeolvadásának eredményeképpen jött létre.
A számítások szerint 1006-ban a jelenség látható csúcs fényessége -7,5 magnitúdó volt. A pozíciójánál fogva adódhatott olyan időszak hónapokig, amikor az északi területeken nem volt észlelhető folyamatosan, de később – már gyengébb fényességgel – újra észlelhető helyzetbe került. Feltételezések szerint 2 éven keresztül megfigyelhető volt szabad szemmel.